# Акараву

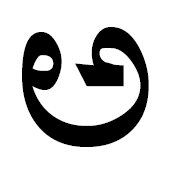
Акараву

Акараву (канн. ಅಕಾರವು) — первая буква алфавита каннада, ненапряжённый гласный среднего ряда нижнего подъёма «А». Гласный «А» является присущим звуком согласных, в начале слова пишется алфавитная буква акараву, внутри и в конце слова никак не отображается, отсутствие гласного передаётся знаком халант (каннаданская вирама).
В грамматике короткий «А»:
- суффикс родительного падежа существительных.
- окончание большинства прилагательных
- -ಅಲ್ಲಿ (алли) — окончание локатива, седьмого падежа (саптами вибхакти).